# Irie Hill
Irie Hill (dawniej jako Irie Pfeifer, ur. 16 stycznia 1969) – angielska lekkoatletka, która specjalizuje się w skoku o tyczce, do 1998 reprezentująca Niemcy.

## Osiągnięcia
- brązowy medal Igrzysk Wspólnoty Narodów (Manchester 2002)
- wielokrotna medalistka mistrzostw kraju (AAA Championships)
- medale mistrzostw świata weteranów, Hill jest wielokrotną rekordzistką świata weteranek w kategorii W40 (powyżej czterdziestego roku życia) aż do 3,85 (21 lipca 2010, Nyíregyháza), w 2011 rekord ten pobiła Austriaczka Doris Auer[1]

## Rekordy życiowe
- skok o tyczce – 4,20 (2000 & 2006)
- skok o tyczce – 4,10 (2000)